# Douglas DC-3
Douglas DC-3 (Dakota, C-47 Skytrain, C-53) je bilo večnamensko dvomotorno propelersko letalo ameriškega proizvajalca Douglas Aircraft Company. Njegove sposobnosti (hitrost in dolet) so zrevolucionirale letalski transport v 1930-ih. Malo letal v zgodovini je imelo tolikšen vpliv kot DC-3. Oznaka "DC" pomeni "Douglas Commercial". Njegov dokaj uspešen predhodnik je bil DC-2.   
Najbolj popularno ime Dakota so mu dali Britanci.  

## Načrtovanje
DC-3 je bil zasnovan na podlagi povpraševanja letalske družbe Transcontinental and Western Airlines (TWA). Rivalna United Airlines (UA) je uporabljala Boeing 247, ki ga Boeing nekaj časa ni hotel (ali smel) prodajati drugim letalskim družbam. Zato je Douglas zasnoval najprej DC-1, ki je vodil do uspešnega DC-2 in nazadnje še do kultnega DC-3. Med drugo svetovno vojno je vojaška različica C-47 doživela velik uspeh z več kot 10.000 izdelanimi letali. Sovjetska verzija Li-2 je bila nepogrešljiva na vzhodni fronti

## Proizvodnja in uporaba
Vsega skupaj je bilo izdelano 16.079 letal vseh različic:. 
- 607 civilnih DC-3.
- 10.048 vojaških C-47 in C-53, zgrajenih v mestih Santa Monica, Kalifornija, in v mestu Oklahoma City.
- 4.937 pod licenco v Sovjetski zvezi pod oznako Lisunov Li-2 pod kodnim imenom Cab
- 487 pod licenco na Japonskem z Mitsubishijevim motorjem v tovarnah Showa in Nakajima, pod kodnim imenom Tabby.

Po vojni je DC-3 za najbolj prometne smeri hitro postal zastarel, zlasti v primerjavi z naprednejšimi propelerskimi letali, kot npr. Douglas DC-6 in Lockheed Constellation, toda njegova zasnova se je izkazala za izjemno prilagodljivo in  uporabno. Veliko število letal se uporablja še v 21. stoletju. Ocenjuje se, da je bilo leta 2013 v različnih nišnih vlogah še vedno v uporabi okoli 2.000 letal DC-3 civilne ali vojaške različice, kar je potrditev trpežnosti zasnove in izjemna številka za tako staro letalo.

## Tehnične specifikacije
- Posadka: 2
- Kapaciteta: 21–32 potnikov
- Dolžina: 64 ft 8 in (19,7 m)
- Razpon kril: 95 ft 2 in (29,0 m)
- Višina: 16 ft 11 in (5,16 m)
- Površina kril: 987 sq ft (91,7 m2)
- Prazna teža: 16.865 lb (7.650 kg)
- Naložena teža: 25.199 lb (11.430 kg)
- Kapaciteta goriva: 822 USgal. (3.736 l)
- Motorji: 2 × Wright R-1820 Cyclone 9-valjni, zračno hlajen zvezdasti motor, vsak po 1.100 KM/820 kW.
- Motorji: 2 × Pratt & Whitney R-1830-S1C3G Twin Wasp 14-valjni, zračno hlajen zvezdasti motor, vsak po 1.200 KM/890 kW.
- Propelerji: 3-kraki Hamilton Standard 23E50 series, 11,5 ft (3,5 m) v premeru

- Največja hitrost: 200 kn; 370 km/h (230 mph) na 8.500 ft (2.590 m)
- Potovalna hitrost: 180 kn; 333 km/h (207 mph)
- Hitrost izgube vzgona: 58,2 kn (67 mph; 108 km/h)
- Višina leta: 23.200 ft (7.100 m)
- Hitrost vzpenjanja: 1.130 ft/min (5,7 m/s)
- Obremenitev kril: 25,5 lb/sq ft (125 kg/m2)
- Razmerje moč/teža: 0,0952 hp/lb (156,5 W/kg)
- Aeroprofil: NACA 2215 (koren) NACA 2206 (konica)